# Mihai Bădescu
Mihai Bădescu (n. 9 august 1947, Goiești, Dolj) este un editor român, traducător, realizator de antologii și fan science-fiction.
În 1990 a fost editor al revistei String (cu Mihaela Mândrea-Muraru). A colaborat și la revista Quasar. 
A fost realizator al emisiunii săptămânale „Știință și imaginație" de pe TVR 1 împreună cu Alexandru Mironov.
A tradus mai multe romane și povestiri, printre care Inginerii Lumii Inelare de Larry Niven, Sera de Brian Aldiss.
A realizat antologiile Nici un zeu în cosmos (1985) și Povestiri ciberrobotice (1986) cu Alexandru Mironov și  Cronici microelectronice (1990) cu Ștefan Ghidoveanu. 
În 1993 a fost editor consultant pe probleme science-fiction la editura Olimp.